# رودلف برلين
رودلف برلين (بالألمانية: Rudolf Berlin)‏ هو طبيب عيون ألماني، ولد في 2 مايو 1833 في فريدلاند في ألمانيا، وتوفي في 12 سبتمبر 1897 في Linthal, Glarus ‏ في سويسرا.